# سنگینه

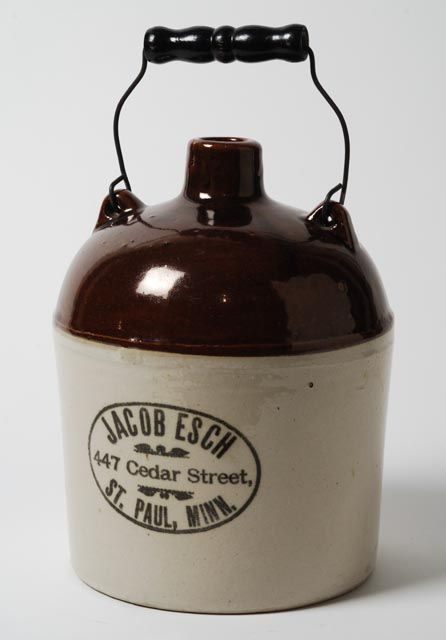
کوزه‌ای که به روش سنگینه آمریکایی ساخته شده است. از رد وینگ، مینه‌سوتا.

سَنگینه (انگلیسی: Stoneware) یا داشخال، با نام تجاری چینی سنگی به سرامیک‌افزاری متراکم یا نیمه‌متراکم گفته می‌شود که عموماً رنگی و به‌ویژه خاکستری و قهوه‌ای باشد.
سنگینه‌ها، سفالینه‌های لعابدار سخت دارای فلدسپار و سیلیکا هستند.
به عبارتی دیگر، سنگینه قطعه‌ای است لعابدار یا بدون لعاب که قسمت اعظم آن از مواد دیرگداز تهیه شده و تا نیمه‌شیشه‌ای شدن (درجه بحرانی) گرما دیده و در درجات ۱۲۰۰ تا ۱۳۰۰ در مسیر حرارت قرار گرفته‌است. سنگینه‌ها عموماً شفافیتی ندارند و کاملاً مات هستند ولی از استحکام عالی برخوردار هستند.
سنگینهٔ شیمیایی به سرامیکی شیشه‌ای‌شده گفته می‌شود که در صنایع شیمیایی و به‌ویژه آنجا که مقاومت در برابر حملهٔ شیمیایی مدنظر است کاربرد دارد.